# Francisco Gil Villegas
Francisco Gil Villegas Montiel es un politólogo y profesor mexicano, quién tiene una gran relación con la Universidad Nacional Autónoma de México (UNAM) y El Colegio de México.

## Educación
Es licenciado en Relaciones Internacionales y maestro en Ciencias Políticas por El Colegio de México. Doctor en Ciencias Políticas por la UNAM y en Estudios Políticos por el Balliol College de la Universidad de Oxford, siendo supervisado por Stephen Lukes .

## Carrera académica
Villegas fue un investigador visitante del Instituto de Sociología de la Universidad de Heidelberg de 1981 a 1982. Ha sido profesor en la UNAM y El Colegio de México entre otros. En El Colegio de México ha impartido las materias de:  Historia de las ideas políticas, Introducción a las Ciencias Sociales y Teoría Política como parte de la maestría en Ciencias Políticas de la universidad. 
Además, es miembro del Sistema Nacional de Investigadores, Nivel III; Presidente de la Comisión Evaluadora del Sistema Nacional de Investigadores en el área de Ciencias Sociales; y miembro de la Comisión Dictaminadora de Ingresos y siendo promotor de la Facultad de Ciencias Políticas y Sociales (FCPyS) de la UNAM. Además es el editor general de la traducción de las obras de Max Weber en el Fondo de Cultura Económica.

### Campos de investigación
- Max Weber y la guerra de los Cien Años. Análisis de la polémica centenaria en torno a la tesis weberiana sobre la relación entre la ética protestante y la mentalidad del capitalismo moderno (1904-2005).
- Heidegger, Lukács, Ortega, Scheler, Hartmann, Mannheim y Max Weber en el Zeitgeist de la cultura europea del primer tercio del siglo XX.
- Relaciones entre México y la Unión Europea.
- Relaciones en Europa del Este: conflicto reciente en Kosovo y Georgia.

## Otras actividades
Además de su carrera académica, ha sido comentarista de varios programas en la radio y televisión desde 1998, como: Enfoque: Diario Hablado en Núcleo Radio Mil. Actuó también como consultor del Instituto de Relaciones Europeas y Latinoamericanas (IRELA) de 1994 a 1999, financiado por el Parlamento Europeo, por invitación de su director general, Wolf Grabendorff
Fue director de la revista Foro Internacional de 1993 a 1998. Fue miembro del Consejo Editorial de Metapolítica desde 1997,  una revista trimestral de Teoría y Ciencia Política del Centro de Estudios Políticos Comparados, y desde 998 también es parte los de la revista los Estudios Políticos, de la Facultad de Ciencias Sociales y Políticas de la UNAM.
Villegas Recibió un doctorado honoris causa de la Universidad del Planalto Central de Brasilia, Brasil, el 29 de noviembre de 2001.

## Publicaciones

### Libros
- Los profetas y el Mesías. Lukács y Ortega como precursores de Heidegger en el Zeitgeist de la modernidad (1900-1929), México, Fondo de Cultura Económica, 1ª ed., 1996 (2ª ed. 1998), 560 págs.
- (Con Rogelio Hernández et al.), Los legisladores ante las reformas políticas de México, El Colegio de México-Cámara de Diputados, 2001, 233 pp.
- Max Weber: La ética protestante y el espíritu del capitalismo, edición crítica, notas, estudio introductorio y traducción del alemán de "Mi última palabra a mis críticos" (1910) de Francisco Gil Villegas M., México, Fondo de Cultura Económica, 2003, 564 pp.

### Capítulos de libros y artículos
- "Partidos políticos y sistemas electorales en México y Alemania", en Carlos Dawn (coord.), México y Alemania: dos países en transición, El Colegio de México, 1996.
- "Mexikos Annäherung go Österreich", Zeitschrift für Lateinamerika Wien, nº 50, 1996.
- " Las obras completas de Heidegger y la génesis de Sein und Zeit", Dianoia. Anuario de Filosofía, México, unam-fce, vol. xli, 1995 (publicado en marzo de 1997).
- "La base filosófica de la teoría de la modernidad en Simmel", Estudios Sociológicos, El Colegio de México, vol. xv, no. 43, abril-septiembre 1997.
- "Los desafíos a la soberanía ante la globalización", en Ilán Bizberg (coord.), México ante el fin de la Guerra Fría, México, El Colegio de México, 1998.
- " México, Europa y Austria", Foro Internacional, núm.152–153, abril-septiembre de 1998.
- "La teoría de la modernidad en Simmel", en Gina Zabludovsky (coord.), Teoría sociológica y modernidad, México, unam–Plaza Váldez, 1998.
- "De los monarcómacos a la Declaración de los Derechos del Hombre pasando por la teoría de la soberanía", en Fernando Montaña Migallón (coord.), Homenaje a Rafael Segovia, México, El Fondo de Cultura Económica-CONACYT, 1998.
- "México y la Unión Europea: un proyecto de política exterior", Foro Internacional, núm.156–157, abril-septiembre de 1999.
- “Las bases políticas de la teoría de la administración pública” y “Descentralización y democracia: una perspectiva teórica”, en José Luis Méndez (coord.), Lecturas básicas de administración y políticas públicas, México, El Colegio de México, 2000.
- "El concepto de racionalidad en Max Weber", en Carmen Trueba Atienza (coord.), Racionalidad: lenguaje, argumentación y acción, México, UAM–Plaza Váldez, 2000.
- "Relaciones culturales germano-mexicanas: la dimensión filosófica", en Lion Bieber (comp..), Las relaciones germano-mexicanas desde la aportación de los hermanos Humboldt hasta la actualidad, México, El Colegio de México-UNAM, 2001.
- "Heidegger y el nazismo según Víctor Farías, o la agenda oculta para desacreditar un pensamiento superior", Theoría. Revista de la Escuela de Filosofía, Facultad de Filosofía y Letras, UNAM, núm. 11-12, diciembre de 2001.
- "México y la Unión Europea en el sexenio de Zedillo", en Humberto Garza Elizondo y Susana Lagarto (comps.), Entre la globalización y la dependencia. La política exterior de México 1994–2000, México, El Colegio de México-ITESM, 2002.
- "El guardagujas. Fragmentos de la 'Introducción del editor' a la edición crítica de "La ética protestante y el espíritu del capitalismo" de Max Weber, en Metapolítica, núms. 26-27, noviembre de 2002 – febrero de 2003.
- "Contexto de la polémica que llevó a Max Weber a escribir en 1910 "Mi última palabra a mis críticos", Revista Mexicana de Ciencias Políticas, UNAM, núm. 186, septiembre-diciembre de 2002.
- "Max Weber y sus fuentes: historia de un argumento", La Gaceta del Fondo de Cultura Económica, núm. 390, julio de 2003.
- "Nietzsche y la cultura alemana en el primer tercio del siglo XX", en Paulina Rivero Weber y Greta Rivara (comps.), Perspectivas nietzscheanas. Reflexiones en torno al pensamiento de Nietzsche, México, UNAM, 2003.